# Tenore di grazia
Tenore di grazia, zwany również tenore leggero, jest lżejszą i bardziej elastyczną wersją tenoru. Dziewiętnastowieczne role tenorowe pisane głównie na początku wieku to w większości role di grazia. Lindoro we Włoszce w Algierze, Don Ramiro w Kopciuszku, czy Almaviva w Cyruliku sewilskim Gioacchina Rossiniego; także Gualtiero w Piracie, Elvino w Lunatyczce czy Arturo w Purytanach Vincenza Belliniego są tego typowymi przykładami. Wiele ról Donizettiego, jak choćby Nemorino w Napoju miłosnym i Ernesto w Don Pasquale, czy Tonio w Córce pułku, to również role tenore di grazia.
Najznamienitszym tenore di grazia tamtych czasów był Giovanni Battista Rubini, dla którego to Vincenzo Bellini napisał większość swoich oper.
Lekki French lyric tenor jest często mylony z tenore di grazia. Przykładami francuskiej tradycji lekkiego, lirycznego głosu są role George'a Browna w Białej damie, Chapelou w Le postillon de Lonjumeau, Nadira w Poławiaczach pereł, Vincenta w Mireille, czy Géralda w Lakmé.